# Bukolik (Antike Kunst)

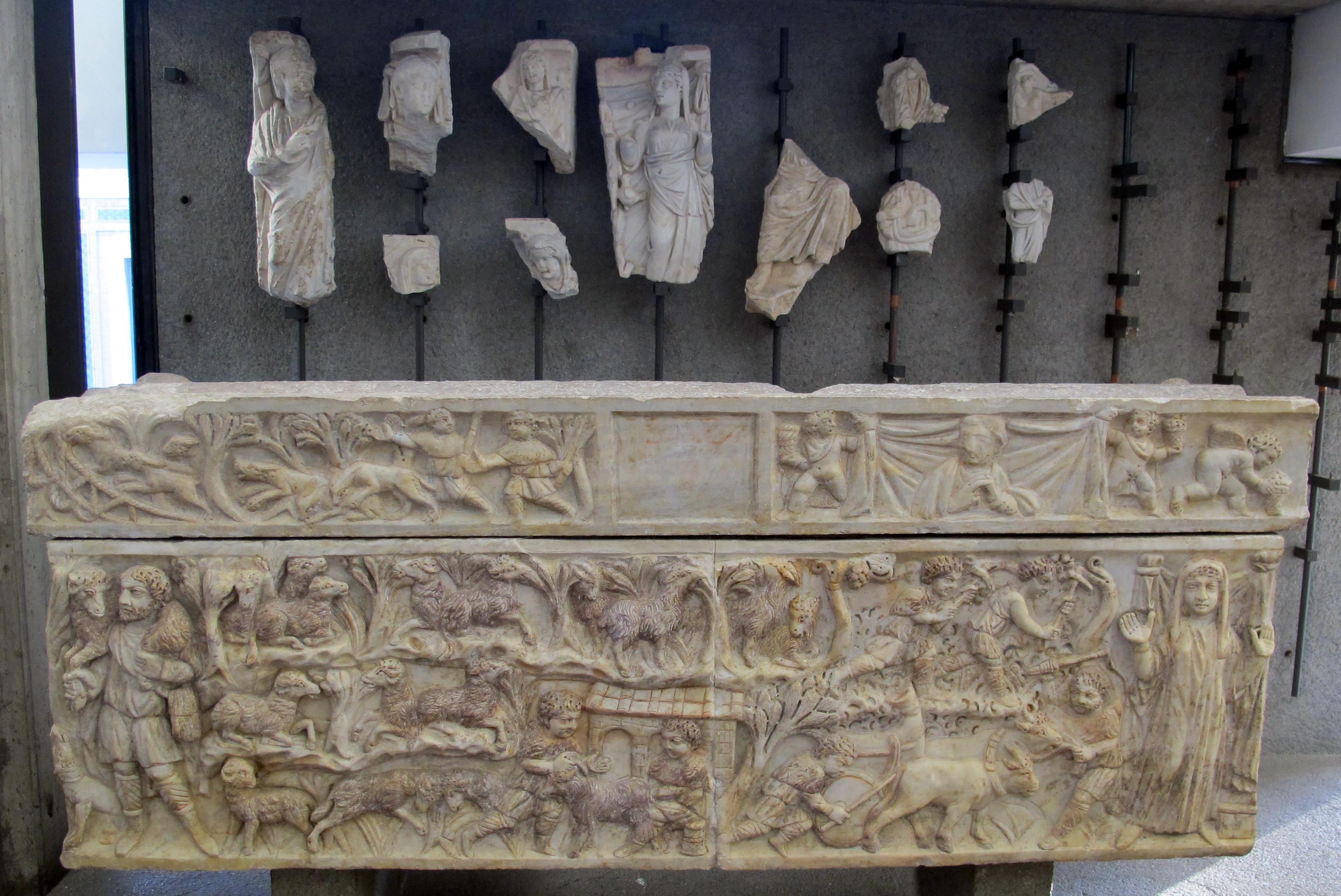
Sarkophag, zentral eine bukolische Landschaft mit Schafen und Hirten vor einer Architekturdarstellung. Links ein Schafträger, rechts eine Orantin, Vatikan, Museo Pio Cristiano

Das Genre der Bukolik in der antiken Kunst umfasst Darstellungen idyllischer Landschaften, oft mit Hirten. Auch einzelne Elemente wie Schafträger oder einzelne Schafe können als Chiffren bukolischer Darstellungen benutzt werden.
In der römischen Kaiserzeit finden sich bukolische Darstellungen im privaten Bereich etwa auf Sarkophagen. Die Bilder sollen keine realistische Wiedergabe des Hirtenlebens sein, sie haben auch keinen Bezug zum Leben der verstorbenen Person. Stattdessen sind sie allegorisch zu verstehen und symbolisieren ein glückliches und friedliches Leben, auch mit Bezug auf ein Dasein nach dem Tod.